# Hans Joachim Conert
Hans Joachim Conert-Festschrift ( 16 de mayo de 1929 (95 años) es un botánico, y agrostólogo alemán.
En 1949 comenzó estudios de Ciencias exactas y naturales (botánica, zoología y química) en la Universidad Libre de Berlín y se graduó en 1956. Desde 1960, fue curador paleobotánico y botánico, en el Departamento del Instituto de Investigación Senckenberg en Fráncfort del Meno. Y en 1966 sucedió a Kräusel como director del Departamento de Botánica y Paleobotánica.

## Algunas publicaciones

### Libros
- hans joachim Conert. 2000. Pareys Gräserbuch (Libro de hierbas de Pareys). Editor Parey, 592 pp. ISBN 3800145685

- -------------------------. (ed.) 1999. Index Collectorum Herbarii Senckenbergiani (FR). Courier Forsch.-Inst. Senckenberg 217: 1-201

- -------------------------. 1997. Illustrierte Flora von Mitteleuropa. 7 vols. en Tl.Bdn. u. Lieferungen, vol.4/1, Angiospermae: Dicotyledones 2 por Gustav Hegi, Hans J. Conert, Eckehart J. Jäger, Joachim W. Kadereit, Friedrich Markgraf, Wolfram Schultze-Motel. 447 pp. ISBN 3-489-54020-4

- -------------------------, gustav Hegi. 1986. Berberidaceae, Lauraceae, Papaveraceae, Cruciferae, Capparidaceae, Resedaceae. Parte 1 de Angiospermae: Dicotyledones 2. 3.ª edición de Parey, 598 ISBN 3489639200

- -------------------------, --------------. 1981. Juglandaceae, Myricaceae, Salicaceae, Betulaceae, Fagaceae, Ulmaceae, Moraceae, Cannabaceae, Urticaceae, Loranthaceae, Santalaceae, Aristolochiaceae, Polygonaceae. Parte 1 de Angiospermae: Dicotyledones 1. 3.ª edición de Parey, 504 pp. ISBN 3489590201

- -------------------------, rosamund Kidman Cox, malcolm McGregor. 1979. Wir entdecken und bestimmen Tiere im Zoo (Descubrir e identificar los animales en el zoológico). Volumen 538 de Ravensburger Taschenbuch. Editor Maier, 59 pp. ISBN 3473395382

- -------------------------, georg Wittenberger, Bernhard Malende. 1977. Nachruf auf Bernhard Malende: Kulturpreis des Main-Kinzig-Kreises für Adolf Seibig. Volumen 27 de Schriftenreihe / Beiheft, Institut für Naturschutz (Darmstadt). Editor Inst. f. Naturschutz, 298 pp.

- -------------------------, anna maría Türpe. 1974. Revision der Gattung Schismus: (Poaceae: Arundinoideae: Danthonieae). Volumen 532 de Abhandlungen (Senckenbergische Naturforschende Gesellschaft). Editor W. Kramer, 81 pp. ISBN 3782925327

- -------------------------. 1967. Die Geschichte der Botanisch-Paläobotanischen Abteilung. Senckenberg. Biol. 48 (C): 1-57

- -------------------------, tore Linnell. 1967b. Nutzpflanzen in Farben: 293 der wichtigsten Kulturpflanzen. Ravensburger Naturbücher in Farben. Ilustró Edgar Hahnewald. Editor Maier, 247 pp.

- -------------------------. 1966. Flora in Farben. Ravensburger Naturbücher in Farben. Ilustró Anthon Henning. 2.ª edición de O. Maier, 255 pp.

- gustav Hegi, hans joachim Conert, gerhard Wagenitz. 1964. Spermatophyta, Volumen 3 y 6. 2.ª edición de Parey, 366 pp. ISBN 3489840208

## Honores

### Epónimos
- (Poaceae) Eragrostis conertii Lobin[4]
- La abreviatura «Conert» se emplea para indicar a Hans Joachim Conert como autoridad en la descripción y clasificación científica de los vegetales.[5]